# Carnaíba
Carnaíba é um município brasileiro localizado na microrregião de Pajeú, estado de Pernambuco. Sua população estimada no ano de 2017 era de 19.440 habitantes, sendo o 6º município mais populoso da Microrregião do Pajeú.

## História
O território do atual município de Carnaíba era habitado pelos índios Cariris. Registros rupestres destes primitivos habitantes foram encontradas nas Serras do Boqueirão e da Matinha.
No século XIX, iniciou-se o povoamento de origem europeia quando o fazendeiro João Gomes dos Reis (1820 - 1892) estabeleceu-se na Fazenda Lagoa da Barroca. Ali, foi construída a capela de Santo Antônio, no entorno da qual cresceu a vila de Carnaíba de Flores. A vila foi criada em 29 de junho de 1823. O distrito foi criado em 29 de julho de 1893, subordinado ao município de Flores.
Foi elevado à categoria de município com a denominação de Carnaíba pela lei estadual nº 1 018, de 29 de dezembro de 1953.

## Geografia

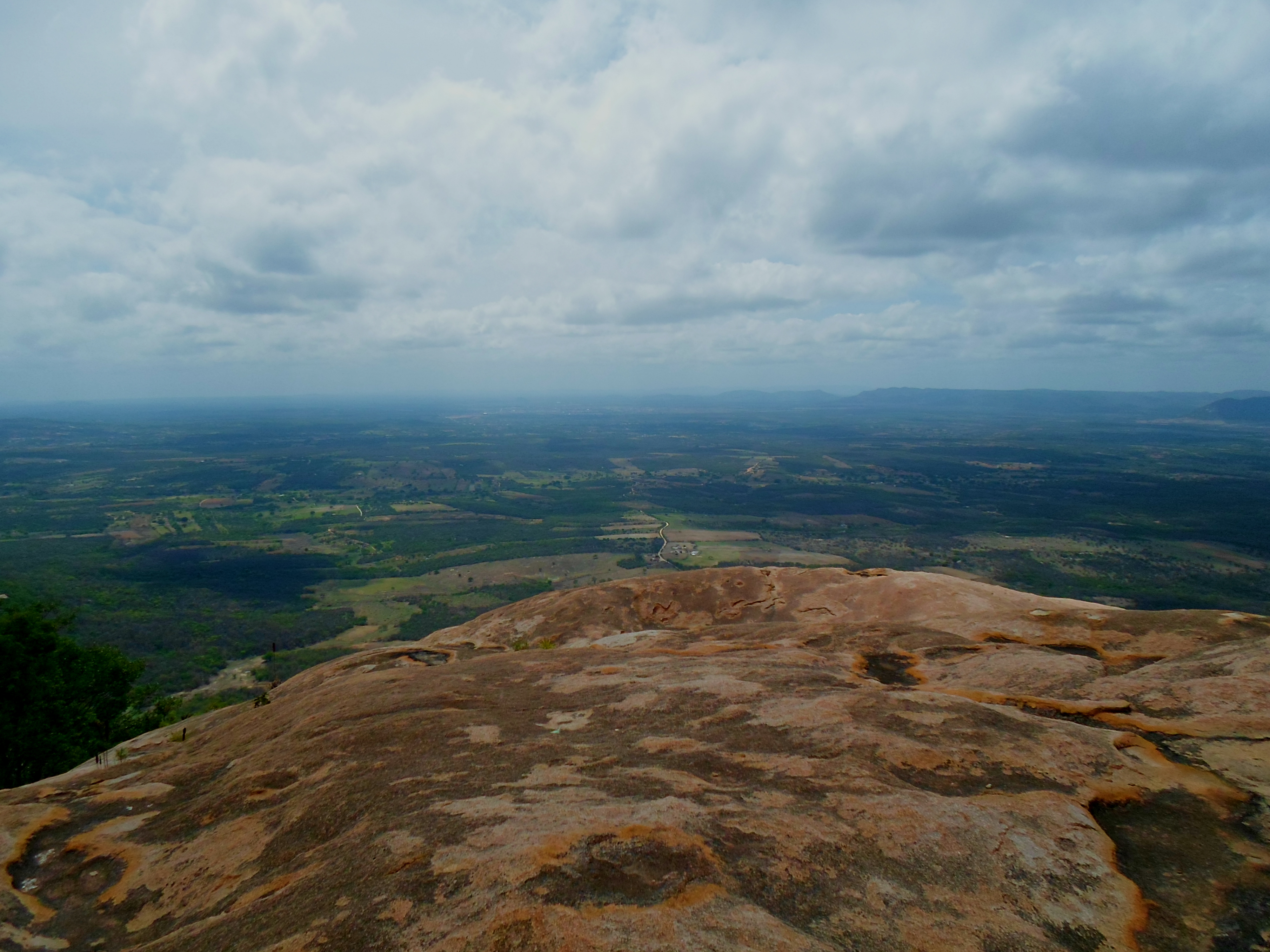
Serra da Matinha 840 metros de altitude ao norte do município de Carnaíba.

Localiza-se a uma latitude 07º48'19" sul e a uma longitude 37º47'38" oeste, no Sertão do Alto Pajeú, estando a uma altitude de 485 metros. Sua população estimada em 2017 era de 19.440 habitantes, sendo o 6º município mais populoso da Microrregião do Pajeú, e uma área de 427,802 quilômetros quadrados. Fica a 400 quilômetros da capital estadual.
O município está incluído na área geográfica de abrangência do semiárido brasileiro, definida pelo Ministério da Integração Nacional em 2005. Esta delimitação tem, como critérios, o índice pluviométrico inferior a 800 milímetros, o índice de aridez até 0,5 e o risco de seca maior que 60%.
Seus limites são:
- Norte: Tavares e Solidão
- Sul: Custódia
- Oeste: Flores e Quixaba
- Leste: Afogados da Ingazeira

### Clima
De acordo com a classificação climática de Köppen o clima de Carnaíba é do tipo  BSh. A temperatura média anual em Carnaíba é 24.9 °C. A média anual de pluviosidade é de 791.9 mm.
| Dados climatológicos para Carnaíba            | Dados climatológicos para Carnaíba | Dados climatológicos para Carnaíba | Dados climatológicos para Carnaíba | Dados climatológicos para Carnaíba | Dados climatológicos para Carnaíba | Dados climatológicos para Carnaíba | Dados climatológicos para Carnaíba | Dados climatológicos para Carnaíba | Dados climatológicos para Carnaíba | Dados climatológicos para Carnaíba | Dados climatológicos para Carnaíba | Dados climatológicos para Carnaíba | Dados climatológicos para Carnaíba |
| Mês                                           | Jan                                | Fev                                | Mar                                | Abr                                | Mai                                | Jun                                | Jul                                | Ago                                | Set                                | Out                                | Nov                                | Dez                                | Ano                                |
| --------------------------------------------- | ---------------------------------- | ---------------------------------- | ---------------------------------- | ---------------------------------- | ---------------------------------- | ---------------------------------- | ---------------------------------- | ---------------------------------- | ---------------------------------- | ---------------------------------- | ---------------------------------- | ---------------------------------- | ---------------------------------- |
| Temperatura máxima média (°C)                 | 33,8                               | 32,9                               | 32,3                               | 31,7                               | 30,6                               | 29,8                               | 29,7                               | 31,2                               | 32,8                               | 34,3                               | 34,8                               | 34,6                               | 32,4                               |
| Temperatura média (°C)                        | 26,1                               | 25,5                               | 25,1                               | 24,9                               | 24,1                               | 23,2                               | 22,9                               | 23,4                               | 24,7                               | 25,8                               | 26,2                               | 26,4                               | 24,9                               |
| Temperatura mínima média (°C)                 | 21,0                               | 20,7                               | 20,6                               | 20,4                               | 19,7                               | 18,8                               | 18,0                               | 18,1                               | 19,2                               | 20,2                               | 20,8                               | 21,1                               | 19,9                               |
| Chuva (mm)                                    | 74,2                               | 120,6                              | 200,2                              | 162,6                              | 75,5                               | 52,6                               | 33,5                               | 16,1                               | 6,6                                | 4,2                                | 18,6                               | 36,9                               | 791,9                              |
| Fonte: Departamento de Ciências Atmosféricas. |                                    |                                    |                                    |                                    |                                    |                                    |                                    |                                    |                                    |                                    |                                    |                                    |                                    |

| Dados climatológicos para Carnaíba (Precipitação média mensal acumulada) | Dados climatológicos para Carnaíba (Precipitação média mensal acumulada) | Dados climatológicos para Carnaíba (Precipitação média mensal acumulada) | Dados climatológicos para Carnaíba (Precipitação média mensal acumulada) | Dados climatológicos para Carnaíba (Precipitação média mensal acumulada) | Dados climatológicos para Carnaíba (Precipitação média mensal acumulada) | Dados climatológicos para Carnaíba (Precipitação média mensal acumulada) | Dados climatológicos para Carnaíba (Precipitação média mensal acumulada) | Dados climatológicos para Carnaíba (Precipitação média mensal acumulada) | Dados climatológicos para Carnaíba (Precipitação média mensal acumulada) | Dados climatológicos para Carnaíba (Precipitação média mensal acumulada) | Dados climatológicos para Carnaíba (Precipitação média mensal acumulada) | Dados climatológicos para Carnaíba (Precipitação média mensal acumulada) | Dados climatológicos para Carnaíba (Precipitação média mensal acumulada) |
| Mês | Jan                                                                      | Fev                                                                      | Mar                                                                      | Abr                                                                      | Mai                                                                      | Jun                                                                      | Jul                                                                      | Ago                                                                      | Set                                                                      | Out                                                                      | Nov                                                                      | Dez                                                                      | Ano                                                                      |
| --- | ------------------------------------------------------------------------ | ------------------------------------------------------------------------ | ------------------------------------------------------------------------ | ------------------------------------------------------------------------ | ------------------------------------------------------------------------ | ------------------------------------------------------------------------ | ------------------------------------------------------------------------ | ------------------------------------------------------------------------ | ------------------------------------------------------------------------ | ------------------------------------------------------------------------ | ------------------------------------------------------------------------ | ------------------------------------------------------------------------ | ------------------------------------------------------------------------ |
| Chuva (mm) | 84,2                                                                     | 148,9                                                                    | 203,1                                                                    | 174,9                                                                    | 72,7                                                                     | 56,4                                                                     | 38,0                                                                     | 15,0                                                                     | 6,3                                                                      | 4,0                                                                      | 17,9                                                                     | 35,5                                                                     | 856,9                                                                    |
| Fonte: ANA. Dados pluviométricos disponíveis no Portal HidroWeb. Médias de pelo menos 30 anos da série analisada, critério recomendado pela OMM. Dados reunidos e produzidos pelo órgão responsável ou operador da estação meteorológica e elaborado a partir de ajuste de distribuições de probabilidades aplicadas à série histórica. |                                                                          |                                                                          |                                                                          |                                                                          |                                                                          |                                                                          |                                                                          |                                                                          |                                                                          |                                                                          |                                                                          |                                                                          |                                                                          |

## Filhos ilustres
- Ver Biografias de carnaibanos notórios